# Woodiphora dentifemur
Woodiphora dentifemur är en tvåvingeart som beskrevs av Borgmeier 1967. Woodiphora dentifemur ingår i släktet Woodiphora och familjen puckelflugor. Inga underarter finns listade i Catalogue of Life.